# El último baile (álbum de Trueno)
El último baile es el tercer álbum de estudio del rapero argentino Trueno. Fue lanzado el 23 de mayo de 2024 a través de Sur Capital Records y distribuido por Sony Music Latin. El álbum fue precedido por el lanzamiento de cuatro sencillos: «Tranky Funky», «Ohh Baby», «No Cap» y «The Roof Is on Fire». Tras su publicación, la canción «Real Gangsta Love» resultó ser un éxito comercial llegando a aparecer en varias listas de éxitos musicales.
En apoyo al lanzamiento del álbum, Trueno se embarcó en su primera gira musical internacional titulada El último baile World Tour.

## Contexto y lanzamiento
La publicación del álbum coincidió con el aniversario número 50 de la creación del hip hop como cultura, por lo que, Palacios se centró en el rap de los años 1990 y 2000, mostrándolo en canciones como «The Roof Is on Fire», «Real Gangsta Love» o «Tranky Funky» (su sencillo más exitoso a nivel comercial).

## Recepción
A menos de un mes de su publicación el álbum superó los 230 millones de reproducciones en Spotify, teniendo más de siete millones por día.[cita requerida] La revista internacional Rolling Stone incluyó al álbum en el puesto número 16 de los mejores álbumes del año.

“Todo lo que hago es una vuelta a todo lo que he aprendido en mi vida. El hip hop le dio sentido, el camino. Ya sea por la música o las batallas, el hip hop siempre estuvo presente. Y fuera de lo que es el ámbito laboral, los códigos, la manera de pensar, de ser un activista, ver a mi padre, ver el imaginario de mi país…amo el hip hop, está dentro de mí. Le estoy devolviendo al género un poco de lo mucho que le dio a mi vida”
Trueno a Los 40

Tras la buena recepción del público, Trueno anunciaría una gira mundial que recorrería Guatemala, El Salvador, Nicaragua, Costa Rica, Bolivia, España, Dinamarca, Estados Unidos, Perú, Colombia, Venezuela, Ecuador, México, Argentina y que terminaría en Chile a finales de 2024.

## Listado de canciones
Todas las canciones fueron escritas por Trueno.
| Lista de canciones de El último baile |                        |                                         |          |  |
| N.º                                   | Título                 | Productor(es)                           | Duración |  |
| 1.                                    | «Intro»                | Tatool, El Guincho, Teo Halm            | 0:41     |  |
| 2.                                    | «Plo Plo!»             | Tatool, El Guincho, Teo Halm            | 1:57     |  |
| 3.                                    | «Tranky Funky»         | Tatool, Santiago Alvarado, Brian Taylor | 2:37     |  |
| 4.                                    | «No Cap»               | Tatool ,Santiago Alvarado, Brian Taylor | 2:07     |  |
| 5.                                    | «The Roof Is on Fire»  | Tatool, Brian Taylor                    | 1:51     |  |
| 6.                                    | «Pull Up!»             | Tatool, El Guincho                      | 2:23     |  |
| 7.                                    | «Como Antes»           | Tatool, Big One                         | 2:11     |  |
| 8.                                    | «Real Gangsta Love»    | Tatool, Federico Vindver                | 2:25     |  |
| 9.                                    | «Night»                | Tatool, Taiu                            | 2:44     |  |
| 10.                                   | «Ohh Baby»             | Tatool, Federico Vindver                | 2:27     |  |
| 11.                                   | «Cuando el Bajo Suena» | Tatool, El Guincho, Fake Guido          | 2:54     |  |
| 12.                                   | «La Nota»              | Tatool, Victor Martinez, Pablo Drexler  | 2:51     |  |
| 13.                                   | «Rain III»             | Tatool, Santiago Alvarado               | 2:29     |  |
| 30:19                                 |                        |                                         |          |  |

## Posicionamiento en las listas
| Listas (2024)       | Mejor posición |
| ------------------- | -------------- |
| Argentina (CAPIF)   | 1              |
| España (PROMUSICAE) | 6              |

## Certificaciones
| País   | Organismo certificador | Certificación | Ventas certificadas | Simbolización | Ref.   |
| ------ | ---------------------- | ------------- | ------------------- | ------------- | ------ |
| México | AMPROFON               | Oro           | 50 000              | ●             | [ 12 ] |

## Historial de lanzamientos
| Región    | Fecha                 | Formato(s)                 | Edición  | Sello(s) discográfico(s)             | Ref.   |
| --------- | --------------------- | -------------------------- | -------- | ------------------------------------ | ------ |
| Varios    | 23 de mayo de 2024    | Descarga digital streaming | Estándar | Sony Music Latin Sur Capital Records | [ 13 ] |
| Argentina | 17 de octubre de 2024 | Disco de vinilo            | Estándar | Sony Music Latin                     | [ 14 ] |